# OpenFog Consortium
L' OpenFog consortium était un consortium international visant à normaliser et promouvoir le « fog computing », c'est-à-dire l'informatique géodistribuée. Il a fusionné avec l'Industrial Internet Consortium le 31 décembre 2018.    

## Historique
OpenFog a été créé le 19 novembre 2015 par ARM Holdings, Cisco Systems, Dell, Intel, Microsoft, université de Princeton pour faciliter l'intéropérabilité des différentes solutions technologiques naissantes dans le domaine,,.  
L'idée de fonder un consortium dédié à l'informatique géodistribuée est attribuée à Helder Antunes, cadre supérieur de Cisco et spécialiste de l'Internet des objets, Mung Chiang, alors professeur à l'université de Princeton et aujourd'hui doyen du collège d'ingénieurs de l'université Purdue, et Tao Zhang ingénieur distingué de Cisco et membre de la branche « communication society » de l'IEEE.  
OpenFog publie une architecture de référence pour le « fog computing » le 13 février 2017 
Le premier congrès mondial sur l'informatique géodistribuée a été organisé en octobre 2017 conjointement par OpenFog et l'IEEE communication society.  
En avril 2018, le consortium compte 62 membres. 
Le 31 janvier 2019, l'OpenFog Consortium fusionne avec l'Industrial Internet Consortium. 

## Publications
En février 2016, le consortium publie le livre blanc intitulé Architecture de référence OpenFog qui présente les orientations pour les huit piliers de l'initiative: la sécurité, la scalabilité, l'ouverture, l'autonomie, la programmabilité, l'opérationnalité (c'est-à-dire la fiabilité, la disponibilité et la maintenabilité), l'agilité et la hiérarchie.   
En février 2017, OpenFog publie l'architecture de référence qui définit les huit piliers techniques de l'informatique géodistribuée. 
En 2017, le consortium publie un glossaire industriel des termes relatifs à l'informatique dans le brouillard.  
En juillet 2018, le comité de normalisation de l'IEEE adopte l'architecture de référence OpenFog comme première norme en matière de « fog computing ».